# Об'єкт 769
Об'єкт 769 — радянська дослідна бойова машина піхоти. Розроблено в конструкторському бюро Челябінського тракторного заводу. Серійно не вироблялася.

## Історія створення
«Об'єкт 769» створювався у рамках ДКР «Бокс», метою якої було удосконалення конструкції БМП-1. Роботи велися на конкурсній основі в конструкторських бюро Челябінського тракторного заводу і Курганського машинобудівного заводу. Машина розроблялася в конструкторському бюро Челябінського тракторного заводу паралельно з дослідною БМП.
Причиною створення такого варіанта машини послужила розробка бойового відділення для нової бойової машини піхоти з установкою 30-мм малокаліберної автоматичної гармати. Однак, думки конструкторських бюро розділилися. Тому кожне бюро вело свою незалежну розробку нової бойової машини піхоти. Роботи з «Об'єкта 769» велися під керівництвом П. Ісакова. Був виготовлений один дослідний зразок, але військовими був прийнятий до військових випробувань варіант створений у СКБ Курганського машинобудівного заводу.

## Опис конструкції

### Озброєння
Як основне озброєння використовувалася Малокаліберна автоматична гармата 2А42 яка була розміщена в двомісній башті машини. Військовий боєкомплект становив 500 патронів.
Як додаткове озброєння використовувалися два 7,62-мм кулемета ПКТ. Перший був встановлений у башті та спарений зі зброєю 2А42. Другий був встановлений у спеціальній башти командира, що обертається. Загальний возимий боєкомплект становив 2000 патронів..
Крім того, на даху башти була встановлена пускова установка з ПТУР протитанковими керованими ракетами 9М113 «Конкурс». У машині могло перевозитися до 4 ПТУР.

### Ходова частина
Ходова частина Об'єкта 769 була повністю запозичена з досвідченою БМП Об'єкт 768.

## Тактико-технічні характеристики
- Маса — 13,8 тонн
- Чисельність екіпажу (десанта) — 3 (7) осіб
- Габаритні розміри (довжина х ширина х висота) - 6735 x 3150 × 2450 мм.
- Озброєння: гармата - 1 штука, калібр - 30 мм, боєкомплект - 500 пострілів
- кулемет — 2 штуки, калібр — 7,62 мм, боєкомплект — 2000 патронів
- протитанкова керована ракета - 2 штуки
- Броньовий захист — протикульовий
- Потужність двигуна — 320 кінських сил
- Швидкість максимальна — 65 км/год.
- Запас ходу по шосе - 550 км.
- Швидкість подолання водних перешкод на плаву — 7 км/година[3].

## Збережені екземпляри
Єдиний екземпляр, що зберігся, знаходиться в Бронетанковому музеї в місті Кубінка.

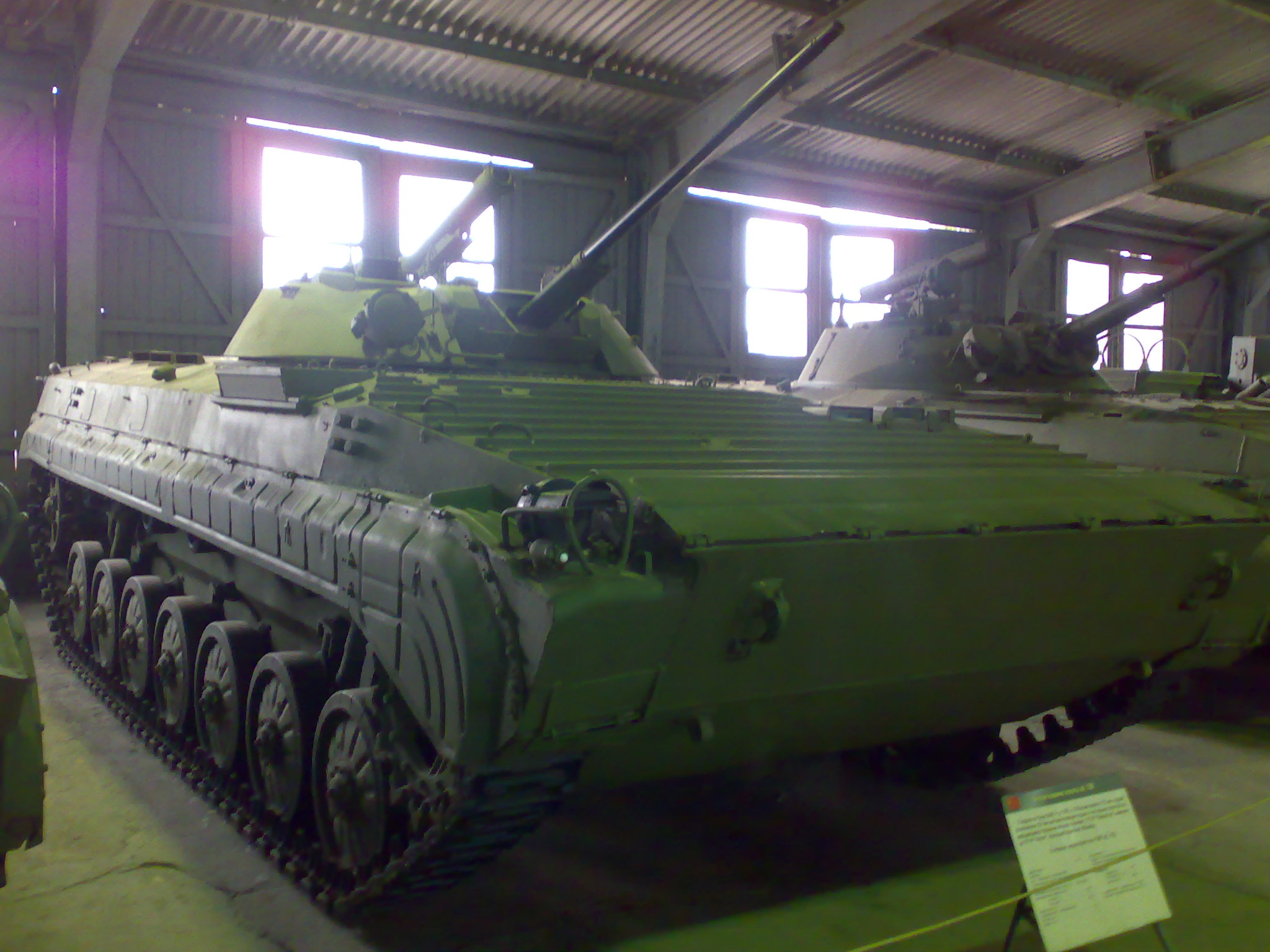
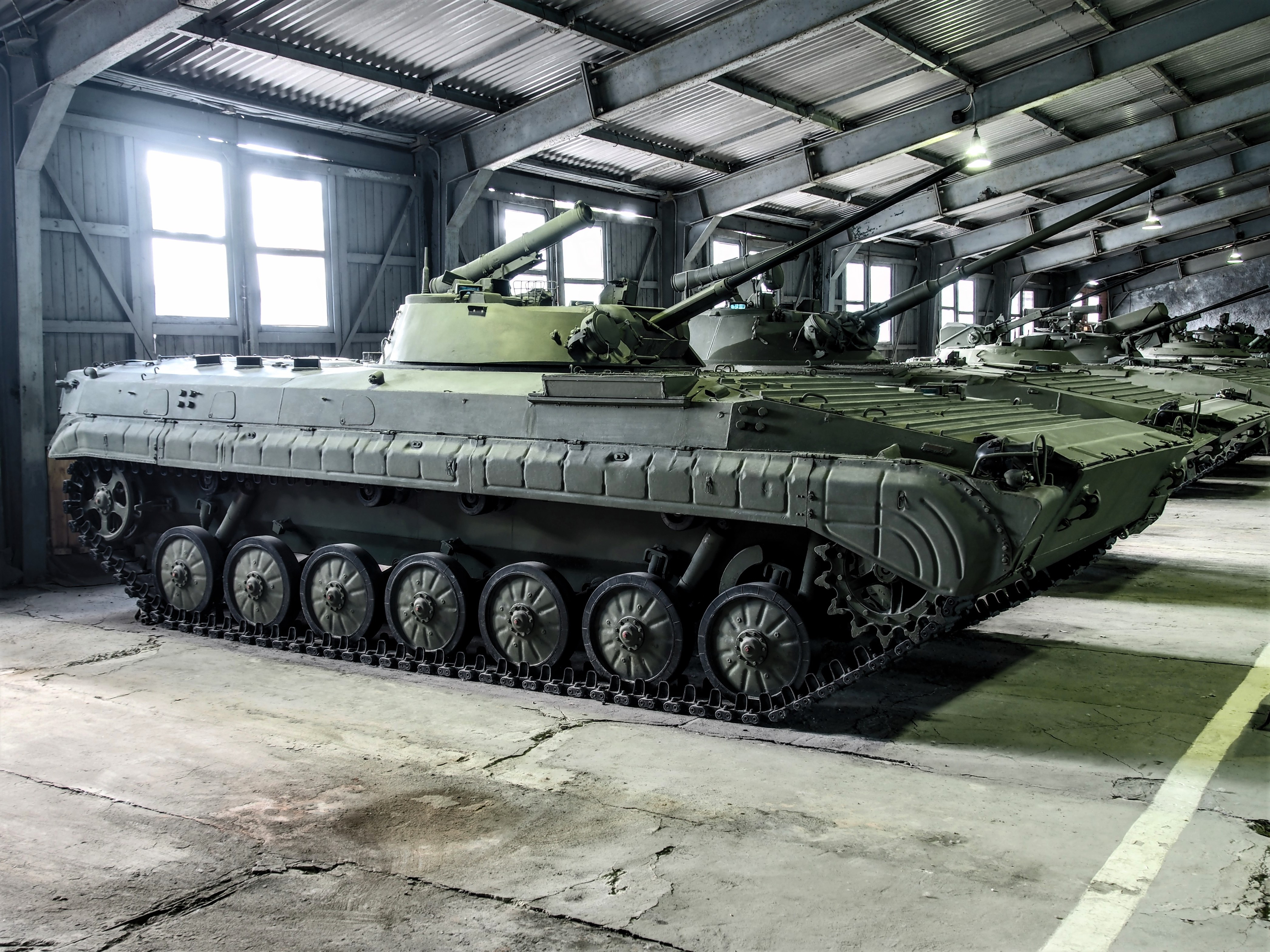